# Prieuré de la Taille
Le prieuré de la Taille est un ancien prieuré, fondé au début de la seconde moitié du XIIe siècle et remanié aux XVIIIe et XIXe siècles, dont les bâtiments subsistants se dressent sur la commune de La Haye-d'Ectot dans le département de la Manche, en région Normandie.

## Localisation
Cet ancien prieuré est situé au cœur d'un massif forestier à 1,4 kilomètre au nord-est du bourg de La Haye-d'Ectot, sur les bords de la Gerfleur, au bout d'une allée.

## Historique
Le prieuré-cure de la Taille, avec ceux d'Herqueville, Jobourg, Gatteville, Barfleur et « Notre-Dame de l'Isle de Jersey » dépendaient de l'abbaye Notre-Dame-du-Vœu de Cherbourg.
Ce prieuré a été fondé au début de la seconde moitié du XIIe siècle, à la suite de la cession, en 1139, par Jourdain Ier, seigneur de Barneville, fils de Guillaume de Barneville, à Benjamain, abbé de Saint-Hélier (Jersey), des terres situées sur son domaine de Barneville et de la Haye près du lieu-dit de « la Taille », à l'exception d'une portion de terre sur laquelle était bâti un ermitage dit « le châtelet du frère Archer ».
Dans une charte perdue, mais connue par une copie du XVIe siècle, il est dit que « Jourdain de Barneville donne à Dieu et aux chanoines de Notre-Dame-du-Vœu de Cherbourg en perpétuelle aumône, le lieu de la Taille, les églises de Sainte-Marie-d'Ectot, de Saint-Pierre-du-Rozel, des terres à Barneville et à la Haye-d'Ectot. »
En 1180, le pape Alexandre III confirme à l'abbaye du Vœu de nombreuses donations et possessions dont celle de la Taille. En 1185, à la suite de l'union des abbayes du Vœu et de Saint-Hélier, un fief dit de « l'Islet », correspondant aux terres données par Jourdain de Barneville à l'abbé Benjamain, est rattaché au prieuré.
À la Révolution le prieuré est saisi et déclaré bien national. Le 27 mai 1791, il est vendu aux enchères à Valognes et adjugé à Jacques Lefebvre, garde magasin de la Marine à Cherbourg, pour le compte d'Augustin Laurent Peyrotte, habitant Paris, pour la somme de 49 100 livres. M. Peyrotte le conservera jusqu'en 1827, et le vendra à Armand Jérome Bignon du Rosel (1769-1847). Le prieuré étant devenue une ferme il le restera jusqu'à la fin du XXe siècle.
En juin 1944, le prieuré servira de refuge au réseau de Résistance « Libération-Nord ». Il sera acquis par M. et Mme Alain Salmond qui le restaureront. Amy Swanson Salmon, chorégraphe américaine, après le décès de son mari en fera un centre artistique et culturel et siège de l'association « À la Taille, les danseurs à la fin des temps ».

### Le prieuré dans la littérature
En 1851, Barbey d’Aurevilly l'évoque à plusieurs reprises dans son roman Une vieille maîtresse, notamment dans le chapitre de « La providence qui s'en va ». Le paysage y est décrit depuis « les Chasses Mauger ».

## Description
Le site organisé en « U », remanié aux XVIIIe et XIXe siècles, conserve de nombreux éléments du XVe siècle. Le logis principal arbore sur sa face sud une porte avec un linteau en accolade très prononcé avec trois écus. À l'intérieur de ce logis on trouve une vaste cheminée, un lavabo et ici aussi une porte à linteau en accolade avec trois écus donnant autrefois sur une tourelle d'escalier aujourd'hui disparue et s'ouvrant aujourd'hui sur l'extérieur.
Complète cet ensemble, un colombier circulaire qui a perdu sa partie sommitale.

### L'ermitage du frère Archer
Cet ermitage aurait précédé la fondation du prieuré et remonterait aux environs de l'an mil. Au milieu du XIIe siècle il est fait mention du « châtelet du frère Archer », nous donnant ainsi le nom du religieux qui occupait le site avant qu'il ne soit donné à l'abbaye du Vœu. Les chartes de l'abbaye nous indiquent qu'il existait des liens étroit, qu'ils restent à préciser, entre l'ermitage et les paroisses des environs, notamment celles du Valdécie et de Saint-Pierre-d'Arthéglise. Frère Archer joua probablement un rôle dans la fondation d'églises et l'évangélisation des populations locales.

### La fontaine minérale
La fontaine est située dans les bois à 500 mètres au nord-est du prieuré. Il s'agit d'une source ferrugineuse aménagée auprès de laquelle on avait construit une maisonnette destinée à accueillir les buveurs et qui a disparu depuis. Ses eaux réputées guérir de nombreuses maladies ont été fréquentées jusqu'à la fin du XIXe siècle. Y sont venus notamment : Catherinne de Varroc, épouse de Jean VI de Crosville (1661) ; le chevalier de Saint-Gilles, sous-brigadier de la 1re compagnie des Mousquetaires en garnison à Valognes (1702) ; Françoise Bonaventure de Mauconvenant, épouse du marquis de Flamanville, Jean-Jacques Basan ; François Vattier, receveur et administrateur de la baronnie de Bricquebec (1785) ; le général et ancien aide-de-camp de Napoléon Ier, Jean Le Marois, avec sa famille (Restauration).

### La chapelle Sainte-Avoye
Il ne subsiste rien de cette chapelle qui est attestée depuis le XIVe siècle, mais dont l'existence est certainement plus ancienne, peut être contemporaine de l'ermitage du frère Archer. Son vocable fait référence à une sainte d'origine sicilienne, Avoye, l'une des onze mille vierges de la suite de sainte Ursule.
Un fragment de relief datant de la fin du Moyen Âge, conservé en l'église paroissiale, figure la sainte emprisonnée dans une tour qu'assiste la Vierge Marie et un ange.

## Terriers, propriétés, revenus, dépendances
Au XVIe siècle, le prieuré se compose des bâtiments du prieuré avec sa chapelle, colombier, moulin à eaux, du fief noble de l'Islet, de terres non fieffées (prairies, labours, landages et bois, le tout d'une superficie de 640 vergées), quant à la partie fieffée elle s'étendait sur une grande partie de la Haye-d'Ectot (hameaux au Bourgeois, des Buissons, Guesdon, Lemperière, Moisy, Petit-Frère, Roty, Roze, Yon), avec des extensions sur Barneville, Fierville, Les Moitiers-d'Allonne, Carteret, Portbail et Jersey. En 1692, les landes couvraient encore 500 vergées et entre 350 à 400 vergée en 1790, quant aux bois, au milieu du XVIIe siècle, ils couvraient 80 vergées, soit l'équivalent de 16 hectares. Le prieuré, centre également d'une exploitation agricole louée à un fermier, disposait en plus du logis du prieur, d'une boulangerie, d'un moulin à eaux, de granges, de greniers, de pressoir, d'une écurie, d'une étable et au bas de la cour d'une loge à cochons. On y cultivait : le froment, l'avoine, l'orge, le sarrasin, le lin, la paille, le foin ainsi que des pommes à cidre.
En 1692, les revenus du prieur s'élevaient à 2 500 livres toutes charges déduites. Ils se décomposaient en la moitié des dîmes, et des rentes seigneuriales « classiques à tous seigneurs » des tenants du domaine fieffé. En contrepartie de la dîme, le prieur avait charge d'entretenir les bâtiments du prieuré, le chœur et son mobilier de l'église paroissiale de la Haye et de donner secours aux pauvres. Au XVIIIe siècle, il a également l'entretien d'un maître d'école.

## Organisation du prieuré
Le prieur, chanoine régulier vivant selon la règle de saint Augustin, était également curé de la Haye-d'Ectot. Il pouvait se faire assister dans cet office par un vicaire dont il avait la charge.
Le prieuré était l'un des cinq sièges (auditoire) de haute justice de l'abbaye du Vœu. Elle s’exerçait, tant au civil qu'au criminel, par le bailli de l'abbaye ou son lieutenant et se tenait près du moulin du prieuré. Au XVIIe siècle, les sièges ruraux avaient tous été transférés à l'abbaye.
Le prieuré était le siège également d'un tabellionage dit « de la Taille et de l'Islet ».

## Liste de prieurs
Liste non exhaustive ; les dates entre […] sont celles ou le prieur est cité.
| - [1156] : Richard, il assiste à cette date, avec l'évêque de Coutances, à la dédicace de l'église de Fierville nouvellement construite. - [1234] : Richard de Querqueville - 1483-1492 : Jean Hubert, en 1492, il est élu abbé du Vœu sous le nom de Jean V Hubert. En 1504, il démissionne et redevient prieur de la Taille. - 1504-1514 : Jean Hubert - [1555] : Nicolas Roulland - 1707-1720 : dom Gilles Henry Dupray, ancien prieur claustral du Vœu. - 1720-1737 : dom Charles de La Rivière du Désert, ancien prieur claustral du Vœu. - 1746-1757 : dom Jean Simon, ancien prieur claustral du Vœu. - 1757-1763 : dom Jean-Louis Féret, préfet de l'abbaye sera élu prieur claustral du Vœu en 1763. - 1763-1791 : dom Thomas Laisné, précédemment chanoine du prieuré de la Bloutière. |